# جیمز آگوستوس سویدام
جیمز آگوستوس سویدام (انگلیسی: James Augustus Suydam; ۲۷ مارس ۱۸۱۹ – ۱۵ سپتامبر ۱۸۶۵) نقاش، وکیل، و معمار اهل ایالات متحده آمریکا بود.